# 모함메드 오스만
모함메드 오스만(아랍어: محمد عثمان, Mohammed Osman, 1994년 1월 1일 ~ )는 시리아의 축구 선수로, 포지션은 미드필더이다. 현재 타이 리그 1의 람푼 워리어스 FC에서 활약하고 있다.

## 수상 내역

### 클럽
비테세
- KNVB 컵: 2016–17